# Хусеїн Рифки Кримський
Хусейін Рифки Тамані ібн Мухаммад ібн Кирим Гази (Hussein Ryfky Tamani ibn Muhammad ibn Kyrym Ghazi) — видатний учений-математик кінця XVIII — початку XIX століття, державний діяч Османської імперії в період реформи Нізам-і Джедід. Виходець з Кримського ханства. Хусейін Рифки Кримський на початку XIX століття протягом одинадцяти років був башходжою, керував Султанським сухопутним військово-інженерним училищем (Мюхендісхане-і Беррі-і Хумаюн, Mühendishẩne-i Barrỉ-i Hümấyủn) в Стамбулі. Батько Емін-паші.

## Біографія
Хусейін Рифки Тамані народився на Таманському півострові — провінції Кримського ханства в 1750-х роках, але точна дата його народження невідома. Про життя ученого до 1793 року відомо мало. Буюк Хусейін-ефенді, як його поважно називали, згадується як видатний математик того часу. Про багатогранність його знань свідчить володіння іноземними мовами: крім османської він знав арабську, перську, англійську, французьку, італійську та латину.
Навесні 1794 року він призначений екінджи-халіфом, тобто другим асистентом, у Мюхендісхане-і Хумаюн. А з 1801 став там ходжею-викладачем. Після реорганізації училища у 1806 році призначений башходжою — фактично керівником навчального закладу. На цій посаді перебував протягом одинадцяти років, суміщаючи адміністративні функції з педагогічною роботою і науковою діяльністю: робота в Султанському училищі передбачала в першу чергу викладацьку діяльність і підготовку відповідної навчальної літератури. Для оптимізації навчального процесу Хусейін Рифки використовував досвід роботи передових на той час європейських військових навчальних закладів. Перекладаючи роботи західних вчених він перепрацьовував вихідні матеріали, дотримуючись при цьому традицій класичної османської науки, додаючи свої власні дослідження.
Як учений Хусейін Рифки Тамані синтезував наукові підходи західної та османської науки. Його праці стали наріжним каменем у фундаменті османської математичної науки початку XIX століття. Він зробив переклад на османську мову праць європейських учених, а також власних наукових досліджень з геометрії, інженерної та військової справи, астрономії, географії та інших наук. Його підручники стали практично на сторіччя основою при вивченні точних наук у військових навчальних закладах Османської імперії. Більшість праць Хусейіна Рифки пов'язана з практичним застосуванням геометрії в різних галузях.
Відомі праці Хусейіна Рифки Тамані:
- Логарітма рісалесі (Logaritma Risấlesi) — «Трактат про логарифми» — переклад трудів європейських учених та математичні задачі самого Хусейіна Кримського. Містить інформацію про логарифми, задачі з їх використанням та способи їх вирішення. Виданий у 1793 році.
- Телхіс ель-Ешкель (Telhis el-Eṣkấl) — «Коротке викладення геометричних фігур». Видавалася у 1801 та 1824 роках в Туреччині, у 1823 році в Єгипті.
- Усуль-і Хендесе (Usủl-i Hendese) — «Основи геометрії» — переклад з англійської спільно з Селімом-ефенді «Елементів геометрії Евкліда» Джона Бонікасла (1789), в двох останніх главах якого Рифки додав матеріали з тригонометрії з «Елементів геометрії Евкліда» Роберта Сімсона. Видані у 1797, перевидавалися у 1805, 1852, 1854 роках.
- Імтіхан ель-Мюхедндісін (Ỉmtihan el-Mühendisỉn) — «Екзаменаційні вимоги до інженера» — підручник з геометрії з 88 задач з теоретичними і практичними додатками і рішеннями. Видавався у 1805, 1830, 1844 роках.
- Меджмуа ель-Мюхендісін (Mecmủa el-Mühendisỉn) — «Звід знань для інженера» — книга про застосування геометрії при рішенні різних практичних завдань з географії, будівництва, військової справи. Вперше виданий у 1802. Перевидавався двадцять разів, востаннє у 1869 році.
- Ель-Медхал фі ель-Джуграфія (El-Medhal fi el-Coḡrafya) — «Введення у географію» — частина великої праці Хусейіна Тамані з астрономії; наведені відомості з географії, астрономії, геометрії, зокрема про орбіти планет, сузір'я, полюси, меридіани тощо. До 1876 року перевидавалося шість разів.

Збереглися також сім рукописів Тамані османською і арабською мовами: османською — Usủl-i Istihkấmất («Принципи фортифікації»), Müselesất-i Müsteviye («Основи планометрії»), Usủl-i Inṣa-i Tarik («Принципи будівництва доріг»), Humbara Cedveli («Артилерійські таблиці», є рукопис і арабською), Irtifa Risalesi («Про кути піднесення») — арабською та інші.
Високо оцінюючи професіоналізм Хусеїна Рифки султан Селім III доручав йому ведення переговорів з західними партнерами щодо закупівлі технологічного обладнання. А вільне володіння мовами дозволяло йому реалізуватись на дипломатичному терені. Продовжував наукову і адміністративну діяльність Хусейін Кримський і після повалення Селіма III, за правління Мустафи IV і Махмуда II.
Помер Хусейін Рифки Тамані ібн Кирим Гази невдовзі після відвідання ним Мекки, у 1817 році в Медіні, де і похований.